# Satz von Liouville (Funktionentheorie)
Der Satz von Liouville ist ein grundlegendes Ergebnis im mathematischen Teilgebiet Funktionentheorie. Er ist benannt nach dem französischen Mathematiker Joseph Liouville.

## Aussage
Sei {\displaystyle f\colon \mathbb {C} \to \mathbb {C} } eine beschränkte, ganze Funktion, d. h. {\displaystyle f} ist holomorph auf ganz {\displaystyle \mathbb {C} } und es gibt eine Konstante {\displaystyle c\in \mathbb {R} } mit {\displaystyle |f(z)|\leq c} für alle {\displaystyle z\in \mathbb {C} }. Dann ist {\displaystyle f} konstant.

## Beweis
Die Behauptung folgt direkt aus der Integralformel von Cauchy, vgl. auch die Darstellung des Streits zwischen Cauchy und Liouville.
Sei {\displaystyle f\colon \mathbb {C} \to \mathbb {C} } durch {\displaystyle c\in \mathbb {R} } beschränkt, dann gilt mit der Integralformel und der Standardabschätzung für Kurvenintegrale
{\displaystyle \left|f'(z)\right|=\left|{\frac {1}{2\pi \mathrm {i} }}\oint _{\partial U_{r}(z)}{\frac {f(\zeta )}{\left(\zeta -z\right)^{2}}}\mathrm {d} \zeta \right|\leq {\frac {1}{2\pi }}\cdot 2\pi r\cdot {\frac {c}{r^{2}}}\rightarrow 0\left(r\rightarrow \infty \right)}.
Daher ist die Ableitung gleich 0. Da {\displaystyle \mathbb {C} } außerdem zusammenhängend ist, folgt die Behauptung.

## Bedeutung und Verallgemeinerungen
Der Satz von Liouville liefert einen besonders eleganten Beweis für den Fundamentalsatz der Algebra.
Als Folgerung erhält man sofort, dass {\displaystyle f(\mathbb {C} )} dicht in {\displaystyle \mathbb {C} } ist, wenn {\displaystyle f\colon \mathbb {C} \to \mathbb {C} } holomorph und nicht konstant ist. Eine Verschärfung dieser Tatsache ist der kleine Satz von Picard.
In der Sprache der Riemannschen Flächen bedeutet der Satz von Liouville, dass jede holomorphe Funktion von einer parabolischen Riemannschen Fläche (z. B. die komplexe Ebene {\displaystyle \mathbb {C} }) auf eine hyperbolische Riemannsche Fläche (z. B. die Einheitskreisscheibe in der komplexen Ebene) konstant sein muss.
Der sogenannte verallgemeinerte Satz von Liouville besagt:
Ist {\displaystyle f\colon \mathbb {C} \to \mathbb {C} } holomorph und gibt es reelle Zahlen {\displaystyle b,c,d} so, dass für alle {\displaystyle z\in \mathbb {C} }
{\displaystyle |f(z)|\leq b\cdot |z|^{d}+c}
gilt, so ist {\displaystyle f} ein Polynom mit {\displaystyle \deg(f)\leq d}.
Ist {\displaystyle d=0}, also {\displaystyle f} beschränkt, so erhält man den "alten" Satz von Liouville, da Polynome vom Grad kleiner gleich 0 konstant sind.